# BETTER MAN/ベター・マン
『BETTER MAN/ベター・マン』（Better Man）は、2024年に公開されたロビー・ウィリアムズの半自伝的ミュージカル映画。監督はマイケル・グレイシーが務め、ロビーは共同脚本とプロデュースで参加。ロビーの姿はCGIによってチンパンジーとして描写され、ジョンノ・デイヴィスがモーションキャプチャーを使って若い頃のロビーを演じている。
『ベター・マン』は2024年8月の第51回テルライド映画祭で初公開され、全米では12月25日からパラマウント・ピクチャーズで、オーストラリアでは12月26日からロードショー・フィルムズ配給で公開。日本では2025年3月28日に東和ピクチャーズ配給で公開される。

## あらすじ
この映画はポップ歌手、ロビー・ウィリアムズの人生を描くものであるが、ロビーの姿はチンパンジーとして描かれている。それは彼が他の人と比べて自分のことを劣っていると感じているからだった。

## キャスト
- ロビー・ウィリアムズ - 本人役（声の出演）
  - ジョンノ・デイヴィス - 若い頃のロビー（声の出演、モーションキャプチャー）
- スティーヴ・ペンバートン - ピーター
- アリソン・ステッドマン - ベティー
- デイモン・ヘリマン - ナイジェル・マーティン・スミス
- レイチェル・バンノ - ニコール・アップルトン
- アンソニー・ヘイズ - クリス・ブリッグス
- ケイト・マルヴァニー - ジャネット
- ジェイク・シマンス - ゲイリー・バーロウ
- リアム・ヘッド - ハワード・ドナルド
- ジェシー・ハイド - マーク・オーエン
- チェイス・ヴォレンウィダー - ジェイソン・オレンジ

## 制作
2021年2月に正式発表されたこのプロジェクトは、マイケル・グレイシーが監督と共同脚本を手掛け、オリヴァー・コールとサイモン・グレッソンも同じく脚本制作に関与することが明らかにされた。グレイシーはビッグ・レッド・フィルムズのジュールズ・デリーとマクマホン・インターナショナルのクレイグ・マクマホンとともにプロデュースも手掛ける。同年にはオーストラリア政府のプロデューサー・オフセットやフィルム・ヴィクトリアのインセンティブ・プロジェクトから資金提供があると報道された。オーストラリアとニュージーランドでの興行はロードショー・フィルムズが担い、海外展開はロケット・サイエンスが主に指揮を執る。
映画はロビー・ウィリアムズの30年に渡るスターとしての生活を描き、テイク・ザットのメンバーとしての最初の成功やその後のキャリアのアップダウンが描かれる。映画にはロビーの楽曲の数々が再解釈された形で使用される 。
タイトルの『ベター・マン』は2000年に発表したロビーの楽曲のタイトルに由来する。

### キャスティング
ロビー自身が本人役を演じるが、主にジョンノ・デイヴィスがロビーの若い頃を演じる。ロビーは撮影について、メイクをして座っていると隣には自分の祖母、母、父を演じる俳優たちがいることが妙に感じたと振り返った。ジョンノが演じるロビーはCGIによってチンパンジーを描かれ、モーションキャプチャーの技術が使われる。

### 撮影
主要な撮影はメルボルンのドックランド・スタジオで2022年5月から6月にかけて行われた。2001年のロイヤル・アルバート・ホールでのコンサートのシーンは2022年11月6日と7日に同地で開催したコンサートの最中に撮影された。2023年3月にもロンドンでの追加撮影が行われた。

## 音楽
劇中には「ROCK DJ」「シーズ・ザ・ワン」「エンジェルス」「レット・ミー・エンターテイン・ユー」といったロビーの数々のヒット曲が使用される。その楽曲のどれもが映画のシーンに合うようにロビーによって歌い直されたり、リアレンジされるなど変更が加えられ、アダム・タッカーやトム・ベイルズなども参加している。映画のために新曲「フォービドゥン・ロード」も書き下ろされた。「フォービドゥン・ロード」は第82回ゴールデングローブ賞の「最優秀オリジナル楽曲」賞にノミネートされた。サウンドトラックはロビーにとって15作目となる全英1位に輝き、ビートルズの記録と並んだ。

### サウンドトラック
1. Feel (feat. Carter J. Murphy & Steve Pemberton)
2. I Found Heaven (feat. Tom Bales & Adam Tucker)
3. Rock DJ
4. Relight My Fire (feat. Tom Bales & Adam Tucker)
5. Come Undone (feat. Adam Tucker)
6. She's the One (feat. Adam Tucker & Kayleigh McKnight)
7. Something Beautiful
8. Land of 1000 Dances (feat. Adam Tucker)
9. Angels (feat. Adam Tucker)
10. Let Me Entertain You (feat. Adam Tucker)
11. Better Man (feat. Jacob Collier & Adam Tucker)
12. My Way (feat. Adam Tucker & Steve Pemberton)
13. Forbidden Road

## 評価と受賞
第14回オーストラリア映画テレビ芸術アカデミー賞で史上最多となる9部門を受賞。第97回アカデミー賞では視覚効果賞にノミネートされた。